# Bastia Sottana
Bastia Sottana era un castello che sorgeva in posizione dominante su una collinetta presso il centro storico di Sassello, in provincia di Savona. Da esso prende il nome la piccola borgata che vi è sorta all'interno.

## Storia e descrizione
Il castello fu eretto intorno al 1450 da Filippo Doria, dopo che il primitivo castello di Bastia Soprana, con il nucleo originario di Sassello, erano stati distrutti. Il nuovo abitato si sviluppò ai piedi di Bastia Sottana, abbandonando definitivamente l'antica collocazione e prendendo la forma che grosso modo conserva ancora oggi. Divenuta nel 1612 la Repubblica di Genova proprietaria di Sassello, il fortilizio subì negli anni successivi gli scontri tra questa e i Savoia nel 1672 e ancora nel 1747.
Si conservano ancora ambienti ipogei e ampie porzioni di mura perimetrali risalenti a diverse epoche comprese tra il XV e il XVII secolo e interessate da interventi di recupero attuati tra il 2008 e il 2010. Alcuni edifici interni utilizzati per le guarnigioni o come magazzini, sono stati nel tempo ampliati e destinati ad abitazioni private.
Esiste ancora la cappella marchionale perfettamente conservata, oggi chiamata cappella di Sant'Antonio.